# Kraft zu Hohenlohe-Ingelfingen
Kraft Prinz zu Hohenlohe-Ingelfingen (2 tháng 1 năm 1827 – 16 tháng 1 năm 1892), là một vị tướng chỉ huy pháo binh của quân đội Phổ, đồng thời là nhà văn quân sự đã viết một số tác phẩm về khoa học chiến tranh có ảnh hưởng lớn ở châu Âu thời đó. Trong cuộc Chiến tranh Áo-Phổ năm 1866, ông đã chỉ huy thành công lực lượng pháo binh trừ bị của Phổ tại trận Königgrätz, và trong cuộc Chiến tranh Pháp-Đức (1870 – 1871) – cuộc chiến mà ông được nhìn nhận là nhà chỉ huy pháo binh giỏi nhất ở cả hai phía, ông đã đóng một vai trò quan trọng trong chiến thắng của các lực lượng Phổ tại Gravelotte, Sedan và cuộc vây hãm Paris.

## Thiếu thời
Kraft Karl August zu Hohenlohe-Ingelfingen sinh ra tại Koschentin ở vùng Hạ Schlesien ngày 2 tháng 1 năm 1827. Ông là con trai của Vương công Adolf zu Hohenlohe-Ingelfingen (1797 – 1873) – từng là Thủ tướng Phổ trong một thời gian ngắn năm 1862, và là một cháu nội của Friedrich Ludwig, Vương công Hohenlohe-Ingelfingen (1746 – 1818), người đã chỉ huy các lực lượng Phổ đầu hàng tại Prenzlau năm 1806.
Do tình cảnh nghèo nàn của các điền trang gia đình ông trong những cuộc chiến tranh của Napoléon, Hohenhole đã nhận được một nền giáo dục nghiêm ngặt từ cha mình, và được gửi tới quân đội Phổ. Tại đây, ông được bổ nhiệm vào lực lượng pháo binh, được xem là binh chủng rẻ tiền nhất của quân chủng lục quân. Ông đã gia nhập Lữ đoàn Pháo binh Cận vệ vào ngày 24 tháng 4 năm 1845, với quân hàm Thiếu úy. Từ năm 1845 cho đến năm 1846, ông học ở Trường Đào tạo Pháo binh và Công binh. Trong kỳ thi sĩ quan sau đó, người ta đã phát hiện ra rằng ông có những năng lực phi thường của một sĩ quan pháo binh. Trong một thời gian ngắn, các sĩ quan cấp trên của ông tỏ ra phẫn nộ trước sự hiện diện của vị hoàng thân, vì lo ngại rằng ông sẽ lợi dụng chức tước của mình cho việc thăng tiến. Tuy nhiên, các mối nghi ngờ đã chấm dứt khi tình hình cho thấy rằng ông không hề dựa vào địa vị xã hội của mình để được thăng tiến trong quân ngũ pháo binh.
Vào ngày 18 tháng 3 năm 1848, ông đã tham gia chiến đấu trên đường phố Berlin. Từ năm 1850 cho đến năm 1853, ông tham dự Viện Hàn lâm Quân sự Phổ. Vào năm 1854, ông trở thành tùy viên quân sự tại Viên, đế đô của Đế quốc Áo.

## Con đường thăng tiến
Sau khi phục vụ như một tùy viên quân sự ở Áo và tại biên giới Transilvania trong cuộc Chiến tranh Krym  – cuộc chiến đã góp phần mang lại cho ông kinh nghiệm về việc sử dụng pháo binh, Kraft được bổ nhiệm làm một đại úy trong Bộ Tổng tham mưu, và vào năm 1856 trở thành lính hầu của nhà vua, tuy viện, ông vẫn giữ liên lạc chặt chẽ với binh chủng pháo binh. Vào năm 1864, sau khi được thăng cấp thiếu tá và sau đó là thượng tá, ông đã khước từ vai vế của mình trong Bộ Tổng tham mưu, để trở thành tư lệnh của trung đoàn Pháo dã chiến Cận vệ mới được thành lập. Sang năm sau (1865), ông lên chức đại tá.
Vào năm 1866, cuộc Chiến tranh Áo-Phổ bùng nổ, và đây là lần đầu tiên Kraft thực sự được trải nghiệm trong chiến tranh. Trong đợt tấn công quyết liệt của Quân đoàn Vệ binh Phổ nhằm vào cánh phải của quân Áo tại trận đánh quyết liệt ở Königgrätz-Sadowa vào ngày 3 tháng 7 năm 1866, ông đã chỉ huy thành công vang dội lực lượng pháo binh trừ bị của Vệ binh, và sau cuộc chiến ngắn ngủi này ông dồn năng lực của mình, giờ đã được củng cố bằng kinh nghiệm mà ông rút ra, vào việc huấn luyện chiến thuật cho lực lượng pháo binh Phổ.
Vào năm 1868, Kraft được thăng cấp Thiếu tướng và trao cho quyền chỉ huy Lữ đoàn Pháo binh Cận vệ. Trên cương vị này, ông đã tận dụng các kinh nghiệm của mình để chỉ huy pháo binh Cận vệ Phổ với thành công rất lớn trong cuộc Chiến tranh Pháp-Đức (1870 – 1871). Có thể thấy, tại trận Sadowa năm 1866, pháo binh Phổ di chuyển chậm đến chiến trường do chỉ đi theo sau đội hình hàng dọc của Phổ. Trái lại, trong trận Gravelotte–St. Privat vào ngày 18 tháng 8 năm 1870, Vương công Hohenlohe đã đặt lực lượng pháo binh của mình dẫn đầu đoàn quân, nhờ đó các khẩu đại bác của Phổ nhập trận nhanh chóng, bẻ gãy được tất cả mọi nỗ lực phản công của quân đội Pháp. Bên cạnh sự triển khai pháo binh mạnh mẽ như vậy, mỗi khẩu đại bác của Kraft còn được ông bố trí một xe goòng, để cho các cỗ pháo của mình luôn luôn được tiếp tế về đạn dược. Ngoài ra, với Kraft, các khẩu pháo của Đức cũng bắn theo một cách thông minh hơn. Có thể thấy, trong trận Sedan vào ngày 1 tháng 9 năm 1870, Hohenlohe đã tiến hành oanh kích một cách có hệ thống toàn bộ khu rừng Bois de la Garenne. Ông đặt 10 khẩu đội pháo của mình trên một cao điểm nhìn ra vị trí phòng ngự của quân Pháp, và chỉ định mỗi khẩu đội nã đạn vào một khu vực khác nhau mà ông đã xác định. Cuộc oanh kích của ông đã làm tê liệt sức kháng cự của quân Pháp. Sau khi sự tập trung hỏa lực "kiểu Napoléon" này tiêu diệt pháo binh Pháp ở tầm bắn xa, người Đức chia pháo binh của mình thành nhiều đơn vị nhỏ để yểm trợ bộ binh tấn công đối phương. Việc yểm trợ này thường được thực hiện ở tầm rất gần, mặc dù quân Phổ chịu nhiều thiệt hại do súng trường Chassepot của Pháp gây ra. Một khi bộ binh Phổ tấn công vị trí của quân Pháp, họ chỉ vấp phải sự kháng cự yếu ớt của địch thủ.
Mặc dù trên thực tế, quân đội Phổ - Đức phải chịu thương vong khoảng 460 sĩ quan và 8.500 binh lính tại Sedan, thắng lợi quyết định của họ đã mang lại cho phía Pháp những thiệt hại rất lớn, và Hohenlohe đã viết trong Thư từ về pháo binh của ông (1888): "Ưu thế của chúng ta thật quá vượt bậc đến mức chúng ta không chịu thiệt hại nào cả". Ngoài ra, cũng chính ông đã trực tiếp chỉ đạo cuộc công pháo vào Paris, khởi đầu từ ngày 5 tháng 1 năm 1871. Vào năm 1873, ông được trao quyền chỉ huy một sư đoàn bộ binh, và 3 năm sau ông lên chức Trung tướng. Trong khi ông nghỉ hưu vào năm 1879, ông được thăng cấp Thượng tướng Bộ binh năm 1883. Đến năm 1889, Đức hoàng (Kaiser) Wilhelm II đã phong ông làm Thượng tướng Pháo binh.

## Các tác phẩm
Vương công Hohenlohe đã viết nhiều tác phẩm quân sự, trong đó có một số công trình đã trở nên kinh điển. Những công trình này bao gồm Briefe über Artillerie (Thư từ về Pháo binh, 1887); Briefe über Strategie (1877; được dịch sang tiếng Anh với tên gọi Letters on Strategy – Thư từ về Chiến lược, 1898); và Gespräche über Reiterei (1887; Bàn về Kỵ binh). Ngoài ra, các tác phẩm Briefe über Infanterie và Briefe über Kavallerie (Thư từ về Bộ binh, Thư từ về Kỵ binh, 1889) ít quan trọng hơn, mặc dù chúng chưa đựng những thông tin thú vị về các tư tưởng thịnh hành của người Đức thời bấy giờ.

## Hồi ký
Hồi ký của Vương công Hohenlohe (Aus meinem Leben) đã được soạn thảo gần Dresden trong thời gian ông nghỉ hưu, và sự xuất bản tập 1 (1897) đã gây thu hút đến mức mà phải trải qua 8 năm rồi việc xuất bản mới được tiếp tục. Ông qua đời gần Dresden vào năm 1892.